# Кирило Геник
Кирило Геник (Кирило Ґеник-Березовський) (нар. 1857, Нижній Березів, Галичина — 12 лютого 1925, Вінніпег, Канада) — канадський імміграційний урядник українського походження та громадський діяч.

## Біографія

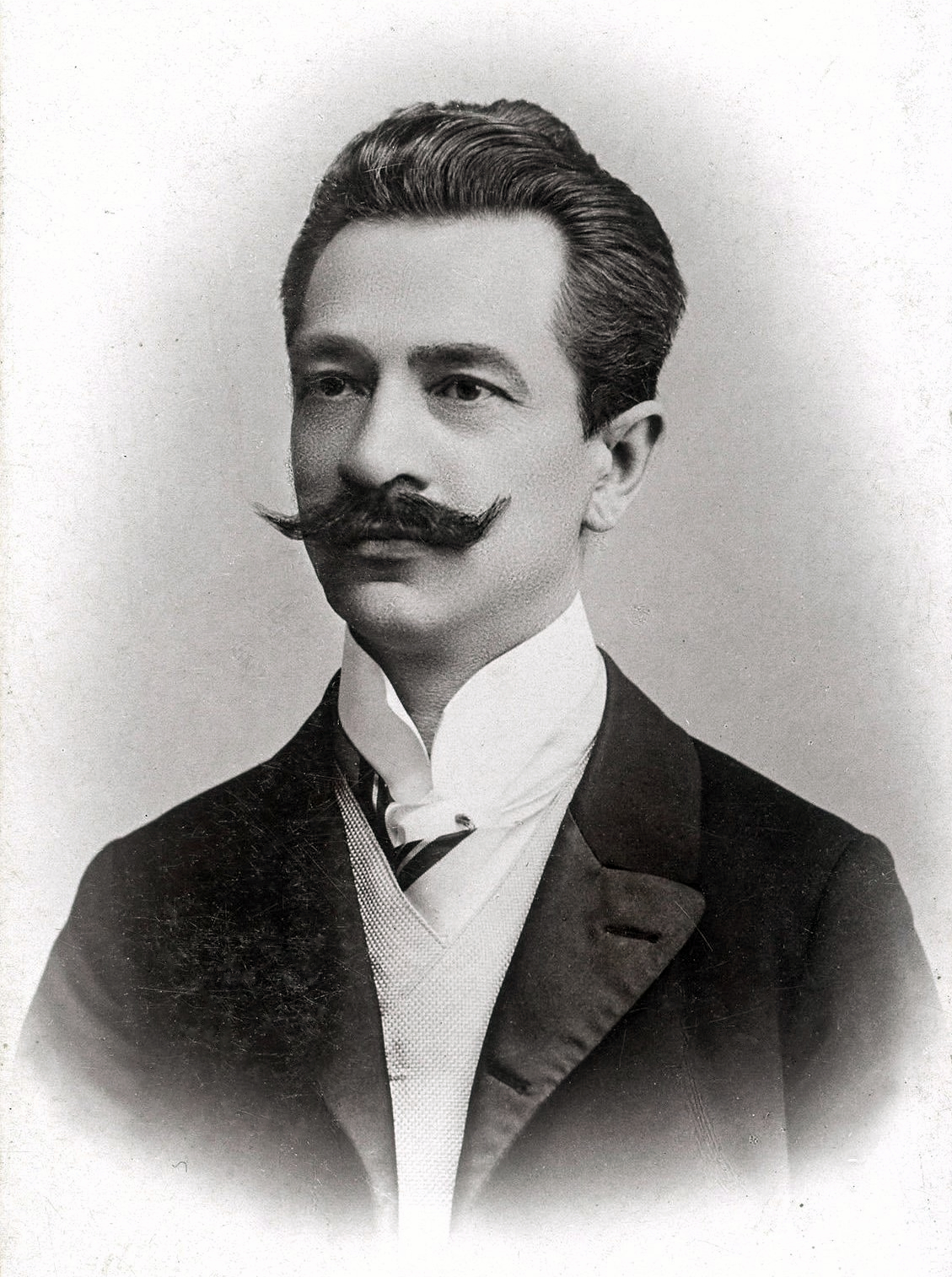
Йосип Олеськів (1860—1903)

Кирило Геник народився в 1857 в селі Нижній Березів в  Галичині в родині Івана Геника, сільського війта, і Анни Перцович. Геник здобув початкову освіту в Коломиї, а потім поїхав до Станіславова (тепер Івано-Франківськ), щоб закінчити свою педагогічну освіту. Здобув ступінь бакалавра у Львові та був призначений вчителем в 1879 в районі  Надвірної.
У 1882 Геник повернувся до свого рідного села і там заклав школу. В 1880-тих роках Геник заснував підприємство та виробничий кооператив, який назвав Карпатською крамницею. У 1890 його обрано до міської ради в Коломиї, де він розпочинав своє навчання.
За твердженням Ростислава Заклинського Кирило Ґеник мав контакти з Іваном Франком, який, як і він сам, замолоду був захоплений соціалістичними ідеями, через які обоє зазнали арештів і переслідувань австрійської влади. Кирило Ґеник запросив Івана Франка до Яблунова, і ця поїздка спричинилася до безглуздого тюремного ув'язнення останнього в Коломиї у 1880 році. Кирило Ґеник-Березовський, разом з Осипом Олеськівом, Володимиром Коцовським та Карлом Бандрівським, вважається одним з близьких приятелів молодості Івана Франка.

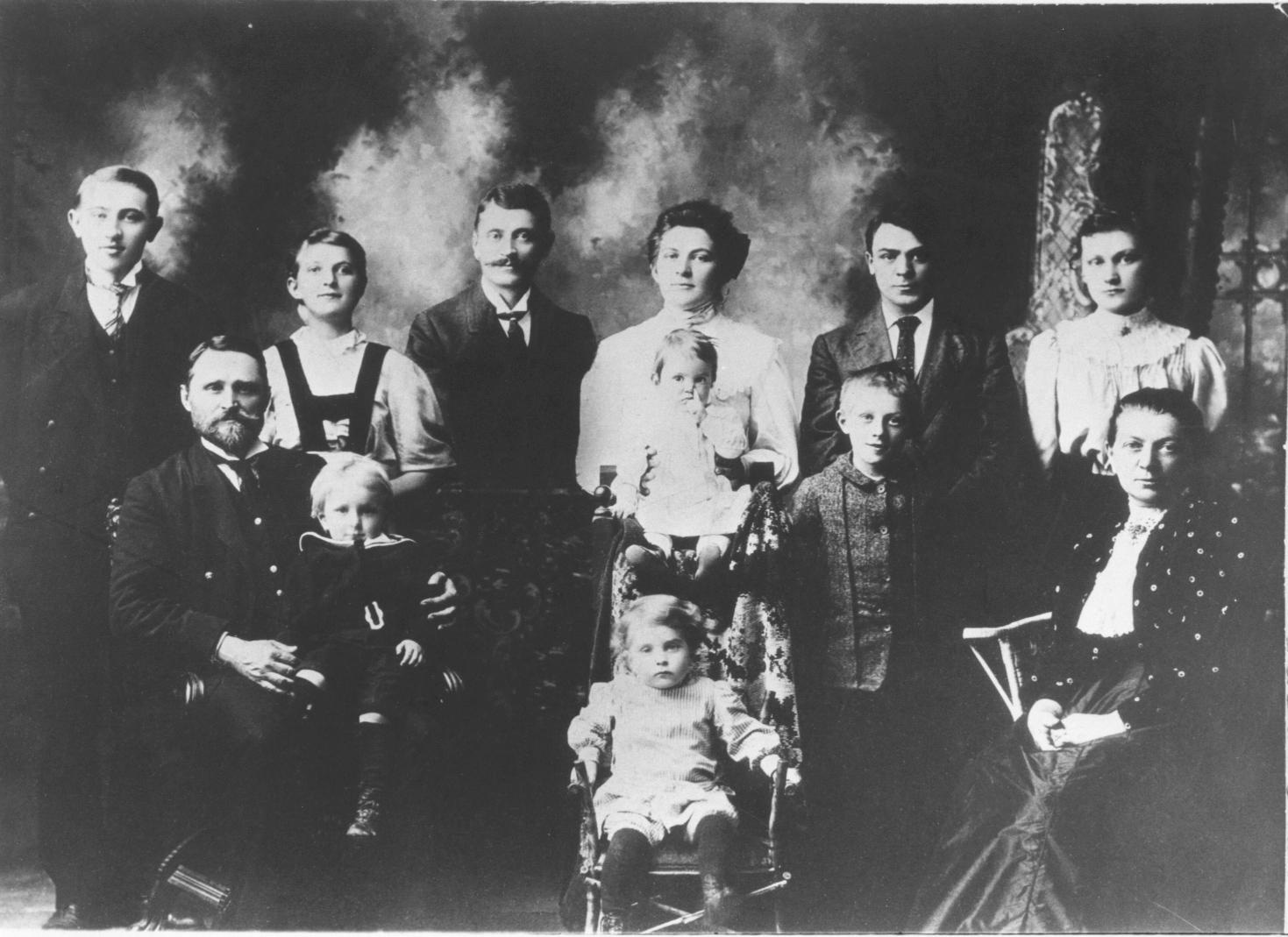
Кирило і Поліна Геники з дітьми та родиною Джонсів, 1906

Кирило Геник був знайомий з Осипом Олеськівом, який заохочував еміграцію українців до Канади. Олеськів попросив Геника супроводжувати другий контингент українців до Канади, допомогти їм там поселитися. Геник з дружиною і чотирма дітьми приєднався до групи 64 українців і прибув до  Квебека 22 червня 1896. Геник повів свій контингент спершу до Вінніпеґа, а звідти на поселення, що стало відоме як Стюарбурн (Манітоба). Воно вважається першою українською канадською громадою в Західній Канаді. У серпні Геник подав заяву на гомстед (ферму) в Стюартбурні, але швидко передумав і переселився до Вінніпеґу. У цьому ж місяці Олеськів порекомендував Геника Канадському міністерству внутрішніх справ на посаду імміграційного агента. У вересні Геник став урядником міністерства як перекладач. У своїй роботі іміграційного агента, Геник зустрічав нових українських канадських іммігрантів в Квебеку, заохочував їх користуватися англійською мовою, відмовлятися від традиційних звичаїв, та відігравав роль дорадника, коли було потрібно. Його робота зростала із значним ростом української імміграції до Канади. Тому 1898 року Геник став повноштатним працівником канадського уряду, причому — першим українцем.
У 1899 Геник заснував Читальню ім. Тараса Шевченка у своєму домі й першу україномовну газету в Канаді Канадійський Фармер у 1903. Попри те, що він не був релігійним, Геник вірив, що християнство повинно існувати незалежно від греко-православних і русько-православних норм. У 1903—1904 у співпраці з пресвітерянськими пасторами він заснував Незалежну Православну Церкву. В 1911 після того, як улюблена ліберальна партія Геника програла вибори, він втратив посаду й став займатися тільки громадською роботою. Деякий час він проживав у Сполучених Штатах Америки, але пізніше повернувся до Вінніпеґу, де помер 12 лютого 1925.
До самої смерті Геник був настільки популярним, що в українській канадській громаді він був відомим, як «Цар Канади».